# Rayellus
Rayellus is een geslacht van kreeftachtigen uit de klasse van de Malacostraca (hogere kreeftachtigen).

## Soorten
- Rayellus raymondi Ahyong, 2010
- Rayellus rotuma Ahyong, 2010